# Helena Jaumà
Helena Jaumà Lluch (23 de febrero de 1997) es una deportista española que compitió en natación sincronizada. Ganó dos medallas de plata en los Juegos Europeos de Bakú 2015, y una medalla de bronce en el Campeonato Europeo de Natación de 2016.

## Palmarés internacional
| Juegos Europeos    | Juegos Europeos       | Juegos Europeos   | Juegos Europeos   |
| Año                | Lugar                 | Medalla           | Prueba            |
| ------------------ | --------------------- | ----------------- | ----------------- |
| 2015               | Bakú (Azerbaiyán)     | Medalla de plata  | Equipo            |
| 2015               | Bakú (Azerbaiyán)     | Medalla de plata  | Combinación libre |
| Campeonato Europeo |                       |                   |                   |
| Año                | Lugar                 | Medalla           | Prueba            |
| 2016               | Londres (Reino Unido) | Medalla de bronce | Equipo libre      |